# Fantasy sabbade våra liv
Fantasy sabbade våra liv (italienska: Ogni Maledetto Fantacalcio) är en italiensk komedifilm som har premiär på Netflix den 27 augusti 2025. Filmen är regisserad av Alessio Maria Federici efter ett manus skrivet av Giulio Carrieri, Michele Bertini Malgarini och Roberta Breda.

## Handling
När en medlem av deras fantasy-fotbollsliga försvinner på sin bröllopsdag berättar hans vänner vad som hände precis före hans kaotiska svensexa.

## Rollista (i urval)
- Giacomo Ferrara
- Silvia D'Amico
- Enrico Borello